# Ulrich Schultheiss
Ulrich Schultheiss (* 18. März 1956 in Nürnberg) ist ein deutscher Komponist und Hochschullehrer.

## Allgemeines
Ulrich Schultheiss arbeitet seit Mitte der 1980er Jahre als Komponist, Arrangeur und Produzent im Bereich zeitgenössischer Musik und funktionaler Musik. Seine musikalische Sprache ist oft mit Elementen anderer Genres und Kulturen durchdrungen. Seine Kompositionen werden in den meisten europäischen Ländern, in Staaten der ehemaligen Sowjetunion, in den USA und Kanada, Mittel- und Südamerika sowie in Fernost aufgeführt. Hinzu kommen Rundfunkaufnahmen und CD-Produktionen im In- und Ausland. Schultheiss war viele Jahre als Interpret eigener Werke aktiv, vor allem mit diversen Kabarettprogrammen. Neben seiner künstlerischen Tätigkeit arbeitete er als Professor für Musiktheorie an der Musikhochschule der Westfälischen Wilhelms-Universität in Münster.
Seine Forschungsschwerpunkte sind:
- der Kontext zwischen Komposition und Interpretation
- Virtuelle Musikinstrumente (Software-Instrumente) in der Praxis[1][2]
- Dynamic Scores Project

## Leben
Ulrich Schultheiss erhielt seit seinem vierten Lebensjahr Instrumentalunterricht (Klavier, später auch Violoncello und Violine). Mit 11 Jahren kam er als Jungstudierender zu dem Pianisten Erich Appel an das Konservatorium in Nürnberg. Bis zum Abitur war er mehrfach Preisträger beim Wettbewerb Jugend musiziert in verschiedenen Sparten, darunter auch Bundespreisträger in der Sparte Klavier vierhändig/2 Klaviere.
Nach einem kurzen Studienaufenthalt an der Medizinischen Fakultät der Università di Ferrara/Italien studierte er an der Hochschule für Musik in Würzburg. Zu seinen Lehrern zählten u. a. der Pianist Julian von Károlyi, der Musiktheoretiker Zsolt Gárdonyi und der Komponist Bertold Hummel, bei dem Schultheiss das Meisterklassendiplom ablegte.
Ulrich Schultheiss war Dozent an verschiedenen deutschen Ausbildungsstätten, unter anderem am Richard-Strauss-Konservatorium in München, an der Universität der Künste in Berlin und an der Hochschule für Musik Würzburg, wo er von 2000 bis 2002 zusammen mit Christoph Wünsch das Studio für Neue Musik leitete. 2002 erhielt er einen Ruf als Professor für Musiktheorie an der Hochschule für Musik Detmold am Standort Münster.

## Auszeichnungen
Ulrich Schultheiss ist Preisträger zahlreicher nationaler und internationaler Kompositionswettbewerbe, darunter mehrmals GEMA-Preisträger.
- 1982: 2. Preis beim Richard-Trunk Kompositionswettbewerb
- 1984: 1. Preis beim Armin-Knab-Wettbewerb für Komposition in Würzburg
- 1984: 2. Preis beim Europäischen Kompositionswettbewerb für Orchestermusik in Basel
- 1984: Stipendium des Freistaats Bayern und Aufenthalt in der Cité Internationale des Arts in Paris
- 1985: 1. Preis beim Kompositionswettbewerb für Chormusik der GEMA-Stiftung in Berlin
- 1985: 1. Preis beim Kompositionswettbewerb für Orchesterwerke der GEMA-Stiftung anlässlich des Europäischen Jahres der Musik
- 1985: Kulturförderpreis der Stadt Würzburg
- 1986: Staatlicher Förderpreis für Junge Künstler des Freistaats Bayern
- 1987: Stipendium der Richard Wagner Stipendienstiftung
- 1994: Stipendium des Landes Rheinland-Pfalz und Aufenthalt im Künstlerhaus Edenkoben
- 2000: 2. Preis beim „International Composing and Arranging Award of SibeliusMusic“
- 2006: Finalist beim International Saxchoir Composition Competition in Birmingham (National Saxchoir of Great Britain)
- 2006: Finalist beim Coups de Vents - Concours international de composition pour orchestre d’harmonie (France)

## Kompositionen
Das Werkverzeichnis von Ulrich Schultheiss enthält über 150 Kompositionen für Soloinstrumente, Kammermusik, Orchesterwerke, Gesang und elektronische Musik. Daneben gibt es eine Reihe von Bearbeitungen anderer Komponisten, wie zum Beispiel George Gershwin. Zusammen mit dem Schauspieler Reinhard Mahlberg und Bernhard Weck entstanden Kabarett-Programme, darunter „Merkt Ihr nischt“ mit Texten von Kurt Tucholsky sowie „Wie man revoluzzt und dabei doch Lampen putzt“ (Musik: Ulrich Schultheiss).
- Solowerke
  - due pezzi für Klavier (1982)
  - Song from Paris für Klavier (1984)
  - Klavierstücke: Teil I (1986)
  - Klavierstücke: Teil II (1992)
  - game over für Klavier (2001/2002)
  - ritorna la nebbia für Klavier (2002)
  - Nachklang für Klavier (2005)
  - no rest für Klavier (2006)
  - notturno für Violine (1986/1991)
  - blue-S für Violine (1991/93)
  - blue-S für Viola (1993)
  - blue-S für Violoncello (1991)
  - Tangominuten für Gitarre (1999/2000)
  - Etüde für Hackbrett/Salterio (1989/90)
  - Verstrichen ein Hauch für Orgel (1994)
  - Etüde für Marimbaphon (1994)
  - bone talk für Posaune (1999)[3]
  - saxtitude für Saxophon (2001)
  - no rest für Sopransaxophon (2001)
  - basso für Bassklarinette (2003)
  - souvenir für Klavier (2010)
  - la dorada für Gitarre (2010)
  - nuvole für Gitarre (2011)[4][5]
  - bubbles für Gitarre (2012)
  - verweht für Flöte (2013)
  - verweht für Sopransaxophon (2013/2018)
  - lost in variations für Marimbaphon (2019)
  - Escapade für Klavier (2021)
  - Mosaik für Klavier (2021)
  - Mosaik für Klarinette (2021)
  - Mosaik für Violoncello (2021)
  - Mosaik für Harfe (2021)
  - wind chimes für Viola (2022)
  - birdsong für Tenorblockflöte (2022)
  - drops in the wind für Akkordeon (2022)
  - verweht für Tenorblockflöte oder Altblockflöte (2013/2023)
  - blown away (verweht) für Sopransaxophon (2013/2024)

- Kammermusik
  - Adagio Streichtrio (1986)
  - Streichquartett N°1 (1982)
  - Streichquartett N°2 (1984)
  - blue strings für Streichquartett (1994)
  - Streichquartett N°3 (1996)
  - Streichquartett N°4 rituale (2004)
  - movimenti I…IV für Klavierquartett (1988/89)
  - Vexiere für Violine und Klavier (1990)
  - Tangominuten für Violine und Gitarre (2001)
  - blue-S-for-3 für 3 Violoncelli (1992)
  - deux par deux für Violoncello und Klavier (1984)
  - Intermezzi für Violoncello und Klavier (1987)
  - Coconut run für Violoncello und Klavier (2006)
  - ritual a tre für 3 Blockflöten (2005)
  - ping pong für 4 Bassblockflöten (2008)
  - nuances für Altquerflöte und Gitarre (1988)
  - Tangominuten für Flöte und Gitarre (2000)
  - ballo für Oboe und Gitarre (1995)
  - no rest für Saxophon und Gitarre (2002/rev. 2006)
  - changes für Bassklarinette und Klavier (2003)
  - no time to loose für Bassklarinette und Klavier (2006)
  - catch me! für Bassklarinette und Tenorsaxophon (2008)
  - Lost on Dec 26 für Bassklarinette, Violoncello und Klavier (2005)
  - Lost on Dec 26 für Bassklarinette, Bassposaune und Klavier (2006)
  - basso doble für 2 Bassklarinetten (2003)
  - ballo für Sopransaxophon und Marimbaphon (1995/2001)
  - witch hunt für Altsaxophon und Klavier (2001)
  - okay, okay für Altsaxophon und Klavier (2005)
  - pink sky für Altsaxophon und Klavier (2005)
  - three funky pieces für Saxophon und Klavier (2006)
  - chaconnita & fugato für Soprillo-Saxophon und Klavier (2006)
  - rata´tui Saxophonquartett N°1 (1997)
  - time out Saxophonquartett N°2 (2001)
  - witch hunt für Saxophonquartett (2003)
  - witch hunt für 12 Saxophone, optional mit Percussion (2001)
  - Aus meiner Rag-Tasche für 3 Blechbläser (2001)
  - Faust-Paraphrasen für 2 Klaviere (1987)
  - ECO für Klavier vierhändig (2004)
  - duell(tt) für Marimbaphon und Klavier (1998)
  - Splash! für 2 Marimbaphone, Vibraphon und Percussion (2009)
  - dinner for two für Gitarre und Marimbaphon (2008)
  - Emphasen für Klarinette/Flöte, Violoncello und Klavier (1992/2024)
  - slowburn für Klarinette/Flöte, Posaune, Klavier und Drumset (1994)
  - five fo(u)r three für Flöte, Violoncello und Klavier (2004)
  - El Sitio für Gitarrenensemble (2007)
  - Tan!Go für Gitarrenorchester (2009)
  - twelve für 12 Violoncelli (2010)
  - bossa news für Altsaxophon, Posaune, Klavier und Kontrabass (2010)
  - tango sulle corde für Violine und Gitarre (2011)
  - ritornell für Violine und Gitarre (2011)
  - mind the gap für Violine und Violoncello (2012/2013)
  - snapshots für Violine, Violoncello und Marimbaphon (2014)
  - suite pour deux für Flöte und Violoncello (2014)
  - zick zack für Tenorblockflöte und Akkordeon (2014)
  - zick zack für Klarinette und Akkordeon (2014)
  - zick zack für Sopransaxophon und Akkordeon (2015)
  - paso doble für Viola und Akkordeon (2015)
  - taste of fado für Violine, Violoncello und Klavier (2016)
  - zick zack für Sopransaxophon und Klavier (2016)
  - spuren für Flöte, Bassklarinette, Violine, Viola und Violoncello (2016)
  - upside down für Saxophon, Posaune, Klavier und Bass (2016)
  - Karussell für Klarinette/Bassklarinette, Akkordeon und Bass (2017)
  - Rrrondo für Akkordeonensemble (2018)
  - Jeux de vent für Holzblasensemble (2018)
  - a tonal affair für Sopransaxophon und Violoncello (2019)
  - trouble in paradise für Altsaxophon, Bassklarinette und Klavier (2019)
  - Dialogue für Akkordeon und 6 Violoncelli (2020)
  - double trouble für Violoncello und Klavier (2020)
  - Countdown für Violoncello und Klavier (2020)
  - zick zack für Sopransaxophon, Akkordeon und Violoncello (2020)
  - trouble in paradise für Flöte, Tuba (Euphonium) und Klavier (2022)
  - DayDream für Violine und Orgel (2023)
  - pas de deux für zwei Violoncelli (2023)
  - blue lines für Sopransaxophon und Orgel (2023)
  - about infinity für Fagott und Orgel (2024)
  - Chinwag für Blockflöte(n) und Kontrabass (2024)
  - witch hunt für Altsaxophon, Trompete und Klavier (2024)
  - trrrio für Sopransaxophon, Violoncello und Klavier (2024)

- Vokalmusik
  - Fünf Lieder für Gesang nach Texten von Hermann Hesse (1982)
  - Cantata für Chor, Orgel und Kammerorchester (1984)
  - Carmina humana für Chor und Orchester (1995)
  - tributes für Chor a cappella (2001)
  - Heine, Heine für Gesang und Klavier (2003)
  - colours of my past für Kammerensemble (2015)[6]

- Bühnenmusik
  - Orwell (1984), Kohout (1984), Goethe (1985), Shakespeare (1987)
  - Jill & Jack Szenen nach Texten von Ronald D. Laing (1987)
  - Draussen vor der Tür Ballett (1995/96)

- Orchester / Ensemble
  - fragment für Orchester (1983)
  - Akrostichon für Orchester (1983)
  - fra virgolette für Orchester (1984)
  - l´oggetto für Orchester (1985)
  - Down East für Streicher (1985)
  - Chatterbox für Orchester (1989/90)
  - Vergossen und vergessen für Orchester (1991/92)
  - Poème für Streicher (1994)
  - blue strings für Streicher (1994)
  - Schichten für Orchester (1995)
  - Tangominuten für Orchester (1999/2000)
  - witch hunt für Orchester (2000)
  - Don't stop grooving für Saxophonorchester (2005)
  - Les Métropolitains für symphonisches Blasorchester (2006)
  - Metropolitains für Saxophonorchester (2007)
  - colours of my past für Instrumentalensemble und Gesang (2015)

- Konzerte
  - Skip Jack für Sopransaxophon, Marimbaphon und Streicher (1997/2010)
  - Capriccio für zwei Violoncelli und Streicher (2010)
  - Facetten für Violine und Orchester (2014)[7]
  - Tangominuten für Orchester mit Akkordeon (1999/2017)[8]
  - witch hunt für Altsaxophon, Bläserquintett und Streichquintett (2022)

- Elektronische Musik
  - Musik für eine Kirche [syntett n°1] (1982)
  - moments digitales [syntett n°2] (1983)
  - fiaba Musik für eine Klangskulptur (1985)

## Diskografie
- Tangominuten für Flöte und Gitarre, Duo Arrabal, Ambitus Musikproduktion, tango nuevo, amb 96834
- timeout, Paragon Saxophone Quartet, Bach & Beyond, Saxtet Publications, Cat. Ref. 409
- witch hunt, Tribune Saxophone Octet, Tribune, Prologue Records, PLG 001A
- witch hunt, für Saxophon und Klavier, gespielt von Peter Nichols und Margaret Ozanne, Associated Board of the Royal Schools of Music (ABRSM Publishing), OUP Oxford
- witch hunt, Spiral Saxophone Quartet London, In-Spiral
- witch hunt, Yorkshire Saxophone Choir
- mind the gap, Duo Rossel, two moments in a city, Klassik Radio 4012476557229
- bubbles, Stefan Barcsay, children’s corner, raccanto, rc019
- no rest, Gerard McChrystal und Craig Ogden, pluckblow, Meridian Records, Ref: CDE84546
- nuances, Elisabeth Riessbeck und Klaus Jäckle, NCA Hamburg, NCA 60169
- chacconnita & fugato für Soprillo und Klavier, Nigel Wood und Jonathan Taylor, Soprillogy, Saxtet Publications, Cat. Ref. 417
- twelve für 12 Violoncelli, gespielt vom Celloensemble der Musikhochschule Münster
- deux par deux, Alexander Baillie und James Lisney, Associated Board of the Royal Schools of Music (ABRSM Publishing), OUP Oxford
- Les Métropolitains, Birmingham Symphonic Winds, Premieres & Encores Vol. 2
- zick zack a 3, Fire, Rain & Espresso, Augemus Verlag
- Lost in variations für Marimbaphon, gespielt von Lila Zizhu Wang, CD QUERBEETHOVEN (2020), Produktionen aus der Reihe der WDR3 Campus-Konzerte
- Nachklang zu Robert Schumann "Des Abends" für Klavier, Fabienne Mittaz, CD "NATURE": Patricia Pagny and her Piano Class at Bern University of Arts
- ritorna la nebbia für Klavier, Paola Lepori, "NATURE": Patricia Pagny and her Piano Class at Bern University of Arts
- Faust-Paraphrasen für zwei Klaviere, Jay Jung-Hoon Wang und Rainer Klaas, CD "RAPHAEL, SCHULTHEISS, ZABEL - ZWEI KLAVIERE", Recklinghausen 2023
- Wind Chimes für Viola (Esra Pehlivanli), Birdsong für Blockflöte (Jorge Isaac), Drops in the Wind für Akkordeon (Marko Kassl), CD "SCHOKLAND" des Ensembles Black Pencil, Dreyer Gaido Music Productions catalogue number 21148
- Birdsong für Altblockflöte (Susanne Fröhlich), Album „The Zodiac Happening“, Pantopia Music Berlin

## Veröffentlichungen
- Komponisten der Gegenwart (KDG), Hg. Hanns-Werner Heister, Walter Wolfgang Sparrer, Wittinger, Róbert von Ulrich Schultheiß, edition text + kritik,
- Die Musik in Geschichte und Gegenwart (MGG), Personenteil in 17 Bänden (2007), Wittinger, Róbert von Ulrich Schultheiß, Verlag Bärenreiter und Metzler
- Aus dem Blickwinkel der Musikalischen Frühförderung: Berührungsängste mit der allgemeinen Musiklehre. In: Lenz Meierott, Klaus Hinrich Stahmer (Hrsg.): Musik und Hochschule : 200 Jahre akademische Musikausbildung in Würzburg. Königshausen und Neumann, Würzburg 1997, ISBN 3-8260-1437-5.
- Artikel in Peter Hollfelder: Klaviermusik – Internationales chronologisches Lexikon. Florian Noetzel, Verlag der Heinrichshofen-Bücher, Wilhelmshaven 1999, ISBN 3-7959-0770-5.